# Maciej Krawczak
Maciej Krawczak (ur. 7 września 1948 r. w Warszawie) – polski profesor nauk technicznych, rektor Akademii WIT w Warszawie, profesor w Instytucie Badań Systemowych Polskiej Akademii Nauk.

## Życiorys
W 1974 roku ukończył Politechnikę Warszawską na Wydziale Elektroniki. W 1987 roku uzyskał stopień doktora w Instytucie Badań Systemowych PAN w dyscyplinie automatyka i robotyka, specjalność teoria sterowania. W 2003 roku uzyskał stopień doktora habilitowanego w Bułgarskiej Akademii Nauk. W 2014 roku otrzymał tytuł naukowy profesora
Pracownik naukowy Instytutu Badań Systemowych Polskiej Akademii Nauk. W latach 1979–1982 odbył staż naukowy na Hiroshima University, a w latach 1982-1983 na Uniwersytecie Tokijskim. W 1994 roku pełnił funkcję Visiting Professor na Hiroshima University.
W 1996 roku był jednym z inicjatorów utworzenia niepublicznej uczelni Wyższa Szkoła Informatyki Stosowanej i Zarządzania (obecnie Akademia WIT w Warszawie). Od chwili założenia Uczelni pozostaje jej pracownikiem naukowym (obecnie na stanowisku profesora). W latach 1996–2007 Prorektor WSISiZ, od 2007 roku pełni funkcję rektora.
W przeszłości był także zatrudniony jako profesor w Szkole Wyższej im. Pawła Włodkowica w Płocku.
Wieloletni wiceprezes Zarządu Fundacji Krzewienia Nauk Systemowych. Reprezentuje Akademię WIT w Konferencji Rektorów Akademickich Szkół Polskich (KRASP). Zasiadał również w Komisji do spraw Infrastruktury Informacyjnej KRASP.
W ramach działalności naukowej prowadzi badania w dziedzinach teorii sterowania optymalnego, teorii gier różniczkowych, inteligencji komputerowej, sieci neuronowych, sieci uogólnionych będących rozszerzeniem sieci Petri’ego, zarządzania inwestycjami finansowymi.
Autor ponad 150 publikacji naukowych publikowanych w czasopismach i zbiorowych monografiach, autor lub współautor 6 monografii, edytor ponad 20 książek, kierownik sześciu projektów badawczych Komitetu Badań Naukowych i Ministerstwa Nauki i Szkolnictwa Wyższego, członek komitetów organizacyjnych wielu konferencji oraz członek redakcji czasopism naukowych, w tym międzynarodowych.

## Odznaczenia
- Krzyż Oficerski Orderu Odrodzenia Polski (2017)[8]
- Krzyż Kawalerski Orderu Odrodzenia Polski (2011)[9]
- Złoty Krzyż Zasługi (2002)[10]
- Medal Komisji Edukacji Narodowej[7]